# Akina
Akina (jap. あきな, アキナ) – głównie żeńskie imię japońskie, rzadko noszone przez mężczyzn.

## Możliwa pisownia
Akina można zapisać, używając wielu różnych znaków kanji i może znaczyć m.in.:
- 明菜, „jasny, warzywa”
- 明奈, „jasny, Nara”
- 明名, „jasny, imię”
- 明南, „jasny, południe”
- 秋菜, „jesień, warzywa”
- 秋名, „jesień, imię”
- 亜稀菜, „Azja, rzadki, warzywa”

## Znane osoby
- Akina Nakamori (明菜), japońska piosenkarka popowa

## Fikcyjne postacie
- Akina, postać z mangi i anime Najica Blitz Tactics
- Akina Hiizumi (秋名), główny bohater mangi i anime Yozakura Quartet
- Akina Nanamura (秋菜), bohaterka mangi i anime UFO Ultramaiden Valkyrie
- Akina Sagawa (秋那), bohaterka mangi i anime Onegai Twins